# Сепре, Оскар Адович
О́скар А́дович Се́пре (эст. Oskar Sepre, 20 мая 1900, Пярнумаа — 23 ноября 1965, Таллин) — эстонский политик, коммунист, председатель Совета Народных Комиссаров Эстонской ССР в 1942—1944.

## Биография
В марте 1924 году был избран в эстонский парламент по списку КПЭ, однако коммунистическая партия была запрещена, а её фракция в парламенте распущена. Оскар Сепре был арестован ещё в 1924 году и осуждён на процессе 149 коммунистов на заключение в колонии строгого режима.
Освобождён в 1938 году на основании амнистии.
С 25 августа 1940 года — член Совета Народных Комиссаров присоединенной к Советскому Союзу Эстонской ССР. С 17 июня 1942 года по 28 сентября 1944 года был номинально председателем Совета Народных Комиссаров Эстонской ССР, хотя в то время территории Эстонии были заняты немецко-фашистскими захватчиками.
Позже в течение многих лет был сотрудником Института экономики Эстонской ССР. С 1946 года член-корреспондент Академии наук Эстонской ССР (первый состав).